# Xinpeicun (sockenhuvudort i Kina, Shanxi Sheng, lat 39,62, long 113,53)
Xinpeicun är en sockenhuvudort i Kina. Den ligger i provinsen Shanxi, i den norra delen av landet, omkring 210 kilometer nordost om provinshuvudstaden Taiyuan. Antalet invånare är 15 729. Befolkningen består av 7 746 kvinnor och 7 983 män. Barn under 15 år utgör 18,0 %, vuxna 15-64 år 72 %, och äldre över 65 år 9,0 %.
Runt Xinpeicun är det ganska tätbefolkat, med 172 invånare per kvadratkilometer. Närmaste större samhälle är Dalinhe, 15,9 km väster om Xinpeicun. Trakten runt Xinpeicun består i huvudsak av gräsmarker.
Genomsnittlig årsnederbörd är 679 millimeter. Den regnigaste månaden är juli, med i genomsnitt 165 mm nederbörd, och den torraste är januari, med 4 mm nederbörd.